# Glosectomía
La Glosectomía es un procedimiento quirúrgico realizado en forma de extracción de una parte o de todo el tejido de la lengua. Se realiza en pacientes que presentan tumores benignos o malignos. la glosectomía podría ser : Glosectomía parcial, extirpación parcial de la lengua , Glosectomía total, extirpación de la lengua completa y Hemiglosectomía.

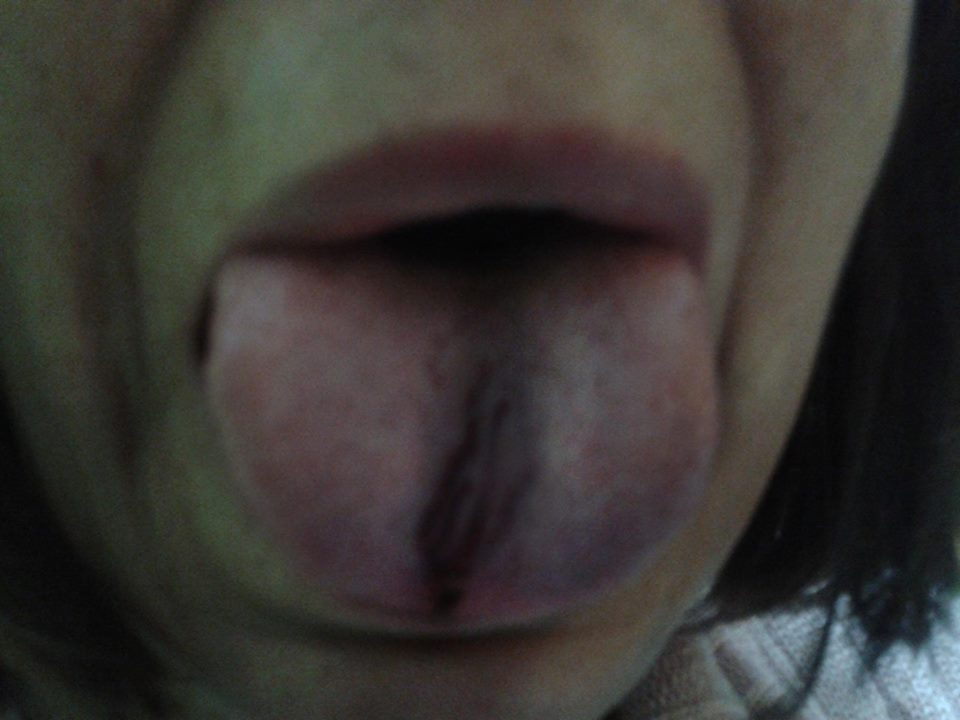
Posoperatorio-Glosectomía

## Procedimiento
Su procedimiento varia, puesto que en caso de presentar tumores más complicados se involucran diferentes formas de resección de la lengua, de la base de la lengua, de la mandíbula, o en casos extremos de partes de la orofaringe, o según sea la extensión afectada del tumor. 
Por ser una cirugía que se realiza como tratamiento de lesiones precancerosas o cancerosas de lengua se utiliza anestesia general.
Entre sus complicaciones se encuentran algunos riesgos como: la Infección, la dehiscencias o la separaciones de puntos de sutura, las fístulas o comunicaciones entre la boca y el cuello.

## Patología
Uno de los tumores más representativos de este procedimiento quirúrgico es el carcinoma escamocelular de lengua, ocasionado con frecuencia por el tabaquismo y el alcoholismo.
También se procede a esta intervención en personas con presencia de algunos síndromes congénitos acompañados de macroglosia que es un trastorno en el que el paciente tiene la lengua más grande de lo común.
Su procedimiento varia, puesto que en caso de presentar tumores más complicados, se involucran diferentes formas de resección: de la lengua, de la base de la lengua, de la mandíbula, o en casos extremos de partes de la orofaringe, o según sea la extensión afectada del tumor. 
Por ser una cirugía que se realiza como tratamiento de lesiones precancerosas o cancerosas de lengua se utiliza anestesia general.

## Tipos de glosectomía
Hay diversos tipos de glosectomía en pacientes que padezcan cáncer de lengua, por lo que según la etapa de la enfermedad se estipula el grado de resección a proceder. 
Se le denomina “glosectomía parcial” cuando la extirpación de la lengua es menor a la mitad, “hemiglosectomía”, cuando la extracción de la lengua está afectando a la mitad de la misma y “Glosectomía total”, cuando la resección es de lengua completa.

## Postoperatorio
El médico dispone de la radioterapia como proceso de rectificación para cerciorarse de que no haya ninguna presencia de células cancerosas.
Por otro lado, la extracción quirúrgica de estructuras de la cavidad oral en algunos pacientes puede implicar alteraciones variables del habla, de la deglución y en ocasiones de la estética del paciente.
Sin embargo, las consecuencias de la afectación estética del paciente son tratadas por el cirujano plástico mediante la reconstrucción o reemplazo del tejido de la lengua retirado con uno nuevo del mismo paciente.
En este procedimiento se puede tomar tejido del cuello, del tórax, del antebrazo, del abdomen, del muslo anterior o según se considere más beneficioso para el paciente.
En cuanto al lenguaje, después de la recuperación inicial por medio de terapias se intenta recuperar el habla, en donde un especialista inicia un proceso de aprendizaje con el paciente de forma que este aprenda a hablar sin la lengua.
Durante la rehabilitación después de la cirugía, el terapeuta recomienda realizar movimientos con la lengua hacía varias direcciones lo máximo que pueda, de esta forma el paciente logrará ejercitar sus músculos restantes y fortalecer y recuperar las capacidades del hablar y deglución.